# Didrik Solli-Tangen
Didrik Solli-Tangen (Porsgrunn, Telemark; 11 de junio de 1987) es un cantante noruego que representó a su país natal en el Festival de la Canción de Eurovisión 2010 con la canción «My heart is yours» en Oslo.

## Eurovisión 2010

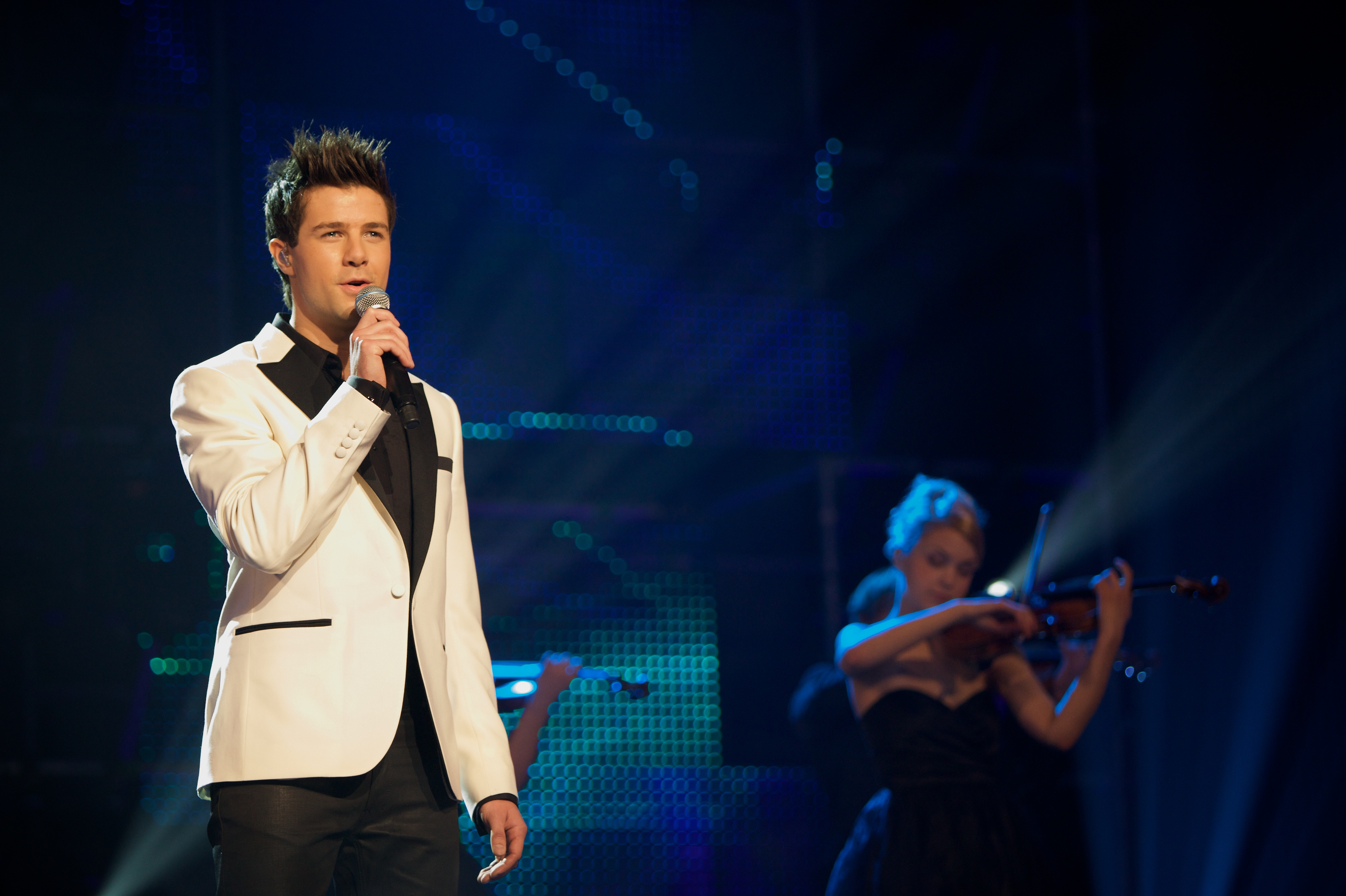
Didrik Solli-Tangen en 2010 durante la Melodi Grand Prix

Con la balada «My heart is yours», Solli-Tangen obtuvo el primer lugar en el Melodi Grand Prix noruego, logrando por tanto el pasaporte de NRK para el festival de Oslo. Se impuso a Keep of Kalessin, A1 y Bjørn Johan Muri con holgura de votos, casi el doble que el segundo clasificado.
Marte Stoksstad y Per Sundnes fueron los encargados de presentar la final del Melodi Grand Prix desde el Spektrum de Oslo.
Después de tres semifinales y una repesca, ocho participantes tuvieron la posibilidad de representar al país anfitrión de Eurovisión 2010. El representante de Noruega salió por medio de dos votaciones. En una primera votación, los cuatro cantantes más votados a través del televoto fueron el propio Solli-Tangen, Keep of Kalessin, A1 y Bjørn Johan Muri. Y en la ronda final, el ganador salió de la votación de jurados regionales y el televoto.

## Singles
| Año  | Sencillo            | Posición                                               | Posición                                               | Posición                                               |
| Año  | Sencillo            | Bandera de Noruega                                     | Bandera de Suecia                                      | Bandera del Reino Unido                                |
| ---- | ------------------- | ------------------------------------------------------ | ------------------------------------------------------ | ------------------------------------------------------ |
| 2010 | "My heart is yours" | 2 Archivado el 28 de enero de 2010 en Wayback Machine. | 6 Archivado el 28 de enero de 2010 en Wayback Machine. | 7 Archivado el 28 de enero de 2010 en Wayback Machine. |